# Song Taizong

Emperador Taizong de Song.

Taizong (20 de noviembre de 939-8 de mayo de 997), nacido Zhao Kuangyi, fue el segundo emperador de la dinastía Song de China entre 976 y 997. Fue el hermano menor del emperador Taizú (ambos nacidos de la misma madre).
Durante su reinado como emperador, Song Taizong se dedicó ardua y diligentemente a su tarea. Puso mucho empeño en el bienestar de su pueblo, lo que fortaleció a la reciente dinastía. Su mayor derrota fue el no lograr vencer en dos ocasiones consecutivas al pueblo kitán del norte. Estas derrotas animaron a rebeldes internos, que fueron rápidamente dominados. La dinastía Liao del norte mantendría sus diferencias con la dinastía Song durante los siglos siguientes.
La ascensión de Song Taizong al trono ha resultado misteriosa. Se ha afirmado que Taizong mató a su hermano Taizú para acceder al trono, pero nunca se encontraron pruebas de tal hecho.
Taizong murió en 997, luego de 21 años de reinado a la edad de 57 años y fue sucedido por su hijo.